# Adonis Pineda
Erick Adonis Pineda Castrillo (Hojancha, Guanacaste, Costa Rica, 2 de abril de 1997), conocido deportivamente como Adonis Pineda (AFI: a'ðonis pi'neða), es un futbolista costarricense que juega de portero en el Puntarenas Fútbol Club de la Primera División de Costa Rica cedido por el Sporting Football Club.

## Trayectoria

### L. D. Alajuelense
El deportista es originario de Hojancha, Guanacaste y nació el 2 de abril de 1997. Se trasladó a la provincia de Alajuela para integrar las fuerzas básicas del club representativo de la zona, la Liga Deportiva Alajuelense.
Fue promovido al plantel principal en septiembre de 2015 como el tercer portero, por detrás del titular Patrick Pemberton y del suplente Alfonso Quesada, compartiendo el banquillo con este último. Bajo las órdenes del entrenador colombiano Hernán Torres, el futbolista fue convocado en cuatro partidos del Campeonato de Invierno, pero sin tener participación. Por otro lado, los liguistas avanzaron a la final tras vencer con cifras globales de 3-0 a Limón, sin embargo perdieron las últimas instancias contra el Deportivo Saprissa, quedando subcampeón del torneo.
Con la llegada del nuevo estratega Javier Delgado, Adonis nuevamente fue considerado para fungir como el tercer guardameta en la misma cantidad de fechas del Campeonato de Verano 2016. Su conjunto en semifinales derrotó al Saprissa con marcadores de 2-0 en la ida y 1-3 en la vuelta, para llegar a la última ronda frente al Herediano. A pesar de haber logrado un resultado abultado en la serie anterior, los manudos cayeron derrotados en las dos finales, tanto de local como de visita, por lo que volvieron a quedarse con el título de subcampeón.
Su debut como profesional debió esperar hasta la segunda fecha de reposición correspondiente a la fase cuadrangular del Campeonato de Invierno 2016, realizada el 14 de diciembre contra el Santos de Guápiles en el Estadio "Coyella" Fonseca. En esa oportunidad, apareció en el once inicial del director técnico portugués Guilherme Farinha, disputó la totalidad de los minutos y encajó tres goles en la derrota de 3-2.

## Selección costarricense

### Categorías inferiores
Desde el 19 de enero de 2016, el portero fue considerado en la nómina del director técnico Marcelo Herrera, para disputar una serie de amistosos con la Selección Sub-20 en España. El 21 de marzo fue el primer encuentro ante el Marbella F.C. en el Estadio José Burgos. El futbolista apareció como titular en la victoria de 5-0, con goles de sus compañeros Ariel Zapata, John Lara, Marvin Loría y Jimmy Marín, quien hizo doblete. Dos días después, los costarricenses efectuaron su segundo compromiso, teniendo como adversario el combinado de Catar en el Estadio La Cala en Málaga. El jugador quedó en la suplencia tras cederle su puesto a Luis Diego Rivas en la derrota de 2-0. El 24 de marzo se desarrolló el tercer cotejo frente al Estepona, partido en el cual fue seleccionado en el once inicial, mientras que su conjunto triunfó con marcador de 2-0. Tres días posteriores, su selección salió con una pérdida de 1-0 contra el Þróttur Reykjavík de Islandia. El 28 de marzo fue el último juego, como suplente en la goleada de 6-1 sobre el filial del Málaga. Los dobletes de Marvin Loría y de Shuander Zúñiga, sumado a las otras anotaciones de Flavio Fonseca y Kevin Masís, fueron los que marcaron la diferencia en el resultado. Con esto los Ticos finalizaron su preparación en territorio español.
El 22 de agosto, la Federación Costarricense de Fútbol anunció dos amistosos en condición de local, específicamente en el Complejo Deportivo Fedefutbol-Plycem contra Canadá. El primero de ellos se efectuó el 1 de septiembre, donde Adonis no apareció en la victoria de 2-1. Dos días después, el director técnico varió la nómina que utilizó ante los canadienses, para añadir la incorporación del jugador en el segundo cotejo. Se mostró como titular y sus compañeros Alonso Martínez y Andy Reyes marcaron los tantos para el triunfo de 2-0.

#### Mundial Sub-20 de 2017
Durante la conferencia de prensa dada por el entrenador Marcelo Herrera, el 28 de abril, se hizo oficial el anuncio de los 21 futbolistas que tuvieron participación en la Copa Mundial Sub-20 de 2017 con sede en Corea del Sur. En la lista apareció el cancerbero Adonis Pineda, siendo este su primer torneo del mundo que disputaría con el combinado costarricense.
Previo al certamen, su nación realizó encuentros amistosos en territorio surcoreano. El primero de ellos se efectuó el 9 de mayo contra Arabia Saudita en el Estadio Uijeongbu, donde Pineda apareció en el once inicial y completó la totalidad de los minutos. Los goles de sus compañeros Jonathan Martínez y Jimmy Marín fueron fundamentales en la victoria con cifras de 2-0. En el mismo escenario deportivo tuvo lugar el segundo cotejo, dos días después, de nuevo frente a los sauditas. En esta oportunidad, el cancerbero cedió su puesto a Mario Sequeira y su conjunto volvió a ganar, de manera ajustada 1-0 con anotación de Jostin Daly. El último fogueo fue el 15 de mayo ante Sudáfrica en el Eden Complex. El guardameta regresó a su posición y encajó dos tantos en la derrota de 1-2.
El compromiso que dio inicio con la competición para su país fue ejecutado el 21 de mayo en el Estadio Mundialista de Jeju, donde tuvo como contrincante a Irán. El guardameta actuó en la totalidad de los minutos y concedió un gol en la derrota inesperada de 1-0. En el mismo recinto deportivo se disputó el segundo juego contra Portugal, esto tres días después. Aunque su escuadra empezó con un marcador adverso, su compañero Jimmy Marín logró igualar las cifras, mediante un penal, para el empate definitivo a un tanto. La primera victoria para su grupo fue el 27 de mayo ante Zambia en el Estadio de Cheonan, de manera ajustada con resultado de 1-0 cuyo anotador fue Jostin Daly. El rendimiento mostrado por los costarricenses les permitió avanzar a la siguiente fase como mejor tercero del grupo C con cuatro puntos. El 31 de mayo fue el partido de los octavos de final frente a Inglaterra, en el Estadio Mundialista de Jeonju. Para este cotejo, su nación se vería superada con cifras de 2-1, insuficientes para trascender a la otra instancia. Por otra parte, el portero fue uno de los más destacados de su selección por sus múltiples intervenciones y seguridad en el marco. Además, contabilizó 460 minutos de acción en cuatro apariciones.
| Mundial                     | Sede          | Resultado        |
| --------------------------- | ------------- | ---------------- |
| Copa Mundial Sub-20 de 2017 | Corea del Sur | Octavos de final |

#### Preolímpico de Concacaf de 2020
El 10 de marzo de 2021, Pineda fue incluido en la lista final del entrenador Douglas Sequeira, para enfrentar el Preolímpico de Concacaf con la Selección Sub-23 de Costa Rica. El 18 de marzo estuvo en la suplencia frente a Estados Unidos en el Estadio Jalisco, donde se dio la derrota por 1-0. Tres días después fue suplente ante México en el Estadio Akron, y en esta ocasión vio otra vez la derrota de su conjunto por 3-0. Este resultado dejó fuera a la selección costarricense de optar por un boleto a los Juegos Olímpicos de Tokio. El 24 de marzo permaneció en el banquillo en el triunfo de trámite por 5-0 sobre República Dominicana.
| Evento                       | Sede   | Resultado      |
| ---------------------------- | ------ | -------------- |
| Preolímpico de Concacaf 2020 | México | Fase de grupos |

### Selección absoluta
El 4 de octubre de 2019 recibió su primera convocatoria a la selección absoluta dirigida por Ronald González, para disputar el inicio de la Liga de Naciones de la Concacaf. Fue suplente de Keylor Navas en los duelos frente a Haití y Curazao.

## Clubes
| Club                        | País       | Año               |
| --------------------------- | ---------- | ----------------- |
| L. D. Alajuelense           | Costa Rica | 2016 - 2018       |
| Municipal Grecia (préstamo) | Costa Rica | 2019              |
| L. D. Alajuelense           | Costa Rica | 2019 - 2020       |
| Sporting F. C.              | Costa Rica | 2020 - Actualidad |
| Puntarenas F.C. (préstamo)  | Costa Rica | 2025- Actualidad  |